# Ancourt
Ancourt – miejscowość i gmina we Francji, w regionie Normandia, w departamencie Sekwana Nadmorska.
Według danych na rok 1990 gminę zamieszkiwało 621 osób, a gęstość zaludnienia wynosiła 50 osób/km² (wśród 1421 gmin Górnej Normandii Ancourt plasuje się na 380. miejscu pod względem liczby ludności, natomiast pod względem powierzchni na miejscu 227.).